# ゴットフリート・フォン・ビスマルク＝シェーンハウゼン
ゴットフリート・フォン・ビスマルク＝シェーンハウゼン伯爵（ドイツ語: Gottfried Graf von Bismarck-Schönhausen, 1901年3月29日 – 1949年9月14日）は、ドイツの政治家、貴族。帝政ドイツの「鉄血宰相」オットー・フォン・ビスマルクの孫の一人である。

## 略歴
オットー・フォン・ビスマルク公爵の長男ヘルベルト・フォン・ビスマルク侯爵の次男としてドイツ、プロイセン王国の首都ベルリンに生まれた。兄にオットー・フォン・ビスマルク侯爵がいる。1921年からハイデルベルク大学、ミュンヘン大学、キール大学などで法律を学び、1924年に地方試験に合格した。その後、農場を経営していた。
1933年に国家社会主義ドイツ労働者党（ナチス党）に入党し、ナチ党の国会議員となった。1935年にはシュテッティン、後にポツダムの地方審議会議長となった。ハインリヒ・ヒムラーの親衛隊全国指導者友の会に入会し、親衛隊（SS）に参加した。1943年に親衛隊上級大佐に任命され、1944年には親衛隊少将に昇進した。
しかし一方でビスマルクは、ドイツの戦況が徐々に悪化し始めた1942年頃から、戦争のこれ以上の継続に否定的な考えを持つようになっていた。そして陸軍大佐クラウス・フォン・シュタウフェンベルク伯爵、ベルリン警察長官ヴォルフ＝ハインリヒ・フォン・ヘルドルフ伯爵、フリードリヒ・オルブリヒト陸軍大将などと接近し、総統アドルフ・ヒトラーの暗殺計画に協力した。
1944年7月20日、ヒトラー暗殺計画が失敗した後、陰謀関係者は次々と処刑されていった。ビスマルクの関与も露見し、ナチス党と親衛隊を除名、国会議員の地位も剥奪され、8月には逮捕された。しかしビスマルクは他の陰謀者たちと異なり、ローラント・フライスラーの人民法廷から無罪判決を受け、拷問されることもなかった。すべては祖父オットー・フォン・ビスマルクのドイツへの多大な功績と名声の賜物であった。
しかし無罪判決にもかかわらずザクセンハウゼン強制収容所へ収容されることとなったが、1945年にソ連軍により解放された。
1949年にブレーメン近くのフェルデンで交通事故により死亡した。